# Gra losu
Gra losu (ang. Chance) – powieść Josepha Conrada opublikowana w 1913. Pierwszy utwór pisarza, który mu przyniósł sukces finansowy i uwolnił od długów.
Pierwsze polskie tłumaczenie wydało w 1955 Państwowy Instytut Wydawniczy pod tytułem Los w przekładzie Teresy Tatarkiewiczowej. Późniejsze wydania noszą tytuł Gra losu.

## Historia wydania
W 1905 Conrad zaczął pisać opowiadanie, pod pierwotnym tytułem Dynamite Ship lub Explosives, które prawdopodobnie przerodziło się później w powieść Gra losu. Utwór tworzył przez następne kilka lat równolegle z innymi projektami, dopiero w 1911 zabrał się energiczniej do pracy. Powieść zaczęła się ukazywać w odcinkach w czasopiśmie „New York Herald” w styczniu 1912, a ukończona została dwa miesiące później.

## Fabuła
Flora de Barral, córka znanego finansisty, musi radzić sobie sama w życiu po śmierci matki i uwięzieniu ojca, który trafił za kratki po bankructwie stworzonych przez siebie instytucji oszczędnościowych. Główne przeszkody, z którymi musi sobie radzić młoda kobieta, to chcący ją wykorzystać ludzie. Począwszy od chciwej guwernantki, przez terroryzującą ją przyjaciółkę feministkę oraz narzeczonego, a potem męża Rodericka. Nawet uwolniony w końcu ojciec także przysparza jej kłopotów. Conrad kreśli tu bezkompromisową wizją relacji międzyludzkich. Większość osób, na które napotyka w swym życiu Flora przyczyniają się do spustoszenia jej duszy, a pozornie pozytywne zabiegi przeradzają się w swoje przeciwieństwa: miłość zamienia się w tyranię, a przyzwoitość w głupotę.
Narratorem jest tu, jak w wielu innych utworach Conrada, jego alter ego – Charles Marlow.

## Recepcja
Conrad nie był pewien wartości swego utworu, w różnych listach wypowiadał się o powieści niepewnie, pisząc, że: „bardzo się waha co do wartości” (list do Ottoline Morrell), „nie wierzy w to, co pisze” i „nie ma świadomości dobrej roboty” (list do Madoksa Forda), „Conrad napisał długą i głupią powieść” (list do Henri Ghéona). Nazywał ją też „dziewczęcą powieścią”.
Zdzisław Najder ocenia, że powieść „po raz pierwszy w twórczości Conrada (...) nie miała wyrazistego ośrodka tematyczno-problemowego”. Wybitny brytyjski prozaik, Henry James, którego zdanie Conrad bardzo cenił, zarzucił powieści sztuczność budowy i nadmierne podporządkowanie treści formie.
Mimo zmiennych recenzji książka odniosła niespodziewany sukces. Literaturoznawca David Garnett przypuszczał, że powód był prozaiczny – na obwolucie po raz pierwszy pojawiła się postać kobieca, co przyciągnęło czytelniczki płci pięknej. Poza tym krytyk zdiagnozował powieść jako „najbardziej wyspiarskie działo Conrada”, czyli najbliższe angielskim tradycjom literackim. Sam Conrad podzielał to zdanie, pisząc, że o popularności zdecydowała bohaterka i „wielka liczba rozważań o kobietach w samym tekście”.